# Lagermetall
Lagermetalle sind Legierungen aus Blei, Zinn, Antimon, Kupfer, Cadmium und Arsen, die für Gleitlager eingesetzt werden. Typische Anwendungen sind die Radsatzlager bei Fahrzeugen der Eisenbahn, die Lager von Dampfmaschinen und andere langsamdrehende Wellen und Achsen.
Legierungen, die Zinn und Blei enthalten, werden zur Legierungsgruppe der Weißmetalle gezählt.
Legierungen, die überwiegend aus Zinn und Kupfer bestehen, zählen zu den Bronzen.
Viele Lagermetalle haben eine vergleichsweise geringe Härte sowie Zug- und Druckfestigkeit. Sie werden daher häufig mit einer Stützschale aus Stahl oder Bronze verbunden.
Lagermetalle sind in der (alten) DIN 1728 genormt, die Legierungskurzbezeichnungen werden vom Kürzel Lg angeführt. So bezeichnete LgPbSn9Cd eine Legierung mit 9 % Zinn und 1 % Cadmium.

## Hoch zinnhaltige Lagermetalle
Weißmetall 80 (WM 80) mit ca. 80 % Zinn, 5 bis 7 % Kupfer, 11 bis 13 % Antimon und 1 bis 3 % Blei ist von den mechanischen Eigenschaften günstig, enthält jedoch viel Zinn und ist daher teuer.

## Blei-Lagermetalle
Das Blei-Lagermetall wurde entwickelt, um das wesentlich teurere Zinn zu ersetzen.
In das Grundmaterial Blei-Zinn-Antimon-Legierung sind härtere Kristalle aus Zinn-Antimon eingelagert, die durch gezielte Abkühlung entstehen. Die Tragkristalle neigen zur Entmischung, was durch Zulegieren von Kupfer verhindert werden soll.
Ein gebräuchliches Lagermetall für mittlere Beanspruchung ist das 10-prozentige Weißmetall (WM10) mit Schmelzbereich 240 °C bis 440 °C. Es wurde bei der Eisenbahn häufig eingesetzt, da es einfach zusammengesetzt ist und so auch leicht wieder zu recyceln ist.
Um die Seigerung besser zu hemmen, wird auch ca. 1 % Arsen zugesetzt, 1 % Cadmium führt zu höherer Härte des Grundmaterials.
Ein Zusatz von Alkali- und Erdalkalimetallen zu einer zinnfreien Blei-Grundmasse ergibt z. B. im Fall von Calcium Tragkristalle aus Pb3Ca. Das sogenannte Bn-Metall enthält neben Blei ca. 0,7 % Calcium, 0,6 % Natrium, 0,04 % Lithium und 0,02 % Aluminium und hat einen Schmelzbereich von 320 °C bis 450 °C.

## Hartbleilegierungen
Lagerhartblei, z. B. LgPbSb16, ist wegen geringerer Härte nur für geringe Beanspruchung geeignet.
Legierungen aus 5 % Zinn, 15 % Antimon, geringen Anteilen von Graphit und Bismut und dem Rest Blei (79 %) nannte man Magnoliametall.

## Hochbelastbare Lagermetalle
Lagermetalle mit hoher Tragfähigkeit beinhalten oft überwiegend Zinn mit häufig 12 % Antimon und 6 % Kupfer als Legierungsbestandteile sowie weitere Elemente als sogenannte Mischkristallverfestiger.
Bislang wurden Lagermetallen für erhöhte Beanspruchungen auch Blei, Cadmium und Arsen zugemischt, die aufgrund ihrer Toxizität bedenklich sind und ersetzt werden sollten.